# 재커리 스콧

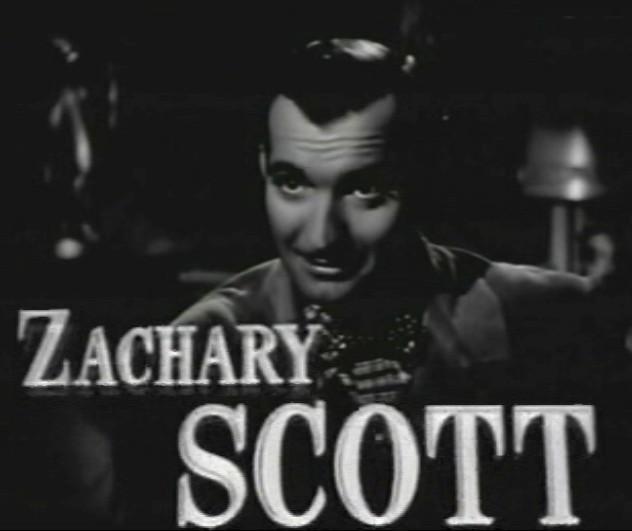

재커리 스콧(영어: Zachary Scott, 1914년 2월 21일 ~ 1965년 10월 3일)은 미국의 배우이다.
오스틴에서 태어났으며 오스틴에서 사망하였다.

## 영화
- 더 뉴 브리드 (1961년)
- 디 영 원 (1960년)
- 밴디도 (1956년)
- 온두라스의 약속 (1953년)
- 라이트닝 스트라이크스 트와이스 (1951년)
- 본 투 비 배드 (1950년)
- 서스펜스 (1949년)
- 남쪽 사람 (1945년)
- 밀드레드 피어스 (1945년)
- 헐리우드 캔틴 (1944년)